# 행복충전 2080
행복충전 2080은 메디TV에서 2007년 5월 7일부터 2008년 4월 9일까지 방송했던 건강 쇼 프로그램이다.

## 역대 MC
- 1대 : 표영호, 전제향
- 2대 : 표영호, 박시준

## 코너

### 고정 코너
- 오늘의 주제

### 역대 코너
- 행복현장, 활력현장
- 메디 극장